# 韓国民主党
韓国民主党（かんこくみんしゅとう）は、米軍政時代から大韓民国初期にかけて存在した保守政党である。略して韓民党（かんみんとう）と呼ばれることも多い。日本統治時代を否定する韓国左派第一政党の源流であるものの、韓民党時代は日本統治時代の資本主義導入・身分解放によって資本家・地主を含む一族の生活水準が李氏朝鮮時代より向上した層が支持層であったことへの矛盾も指摘されている 。
現在の韓国左派第一党の共に民主党の前身であるが、この政党は、独裁者になった李承晩らと対立したものの、保守かつ反共政党で、北朝鮮に融和的な国内左派に敵対的な性向を見せていた。もちろんここで言う左翼はリベラルではなく共産主義系列だ。
現在、共に民主党はこの党を党の歴史の中で否定し、公式的には1955年韓国民主党勢力を含む様々な勢力が統合した民主党を前身とみなす。
解放（光復）直後の1945年9月16日にソウルで結成された。独立運動家・宋鎮禹が初代主席総務となったが同年12月に暗殺されたため、金性洙がその後を担った。

## 概要

### 韓民党の中央政界進出
戦後、呂運亨ら朝鮮国内にいた左派系・中道系の独立運動家たちによって結成されていた朝鮮建国準備委員会（建準）に否定的な立場を採っていた民族主義・保守系勢力が中心となり韓民党は結党されている。結党に際しては金性洙の湖南財閥など財界の支援があり、建準への対抗から重慶に亡命していた大韓民国臨時政府（臨政）の支持を打ち出した。さらに米軍政府にも多数の党員を送り込み、米軍政内部で大きな影響力をもった。
しかし、臨政派は韓民党やその支持母体に、日本統治時代に親日派であったと看做された者が多かったことから、やがて両者は対立する。国連による朝鮮半島の信託統治が提案されると両者は共に反対の姿勢を示すが、韓民党は他方では米軍政と協力し、臨政派による過激な反対運動を非難した。さらに、臨政派が左派との合作（左右合作運動）を始めると、これに反発した。そのような状況の中で韓民党は孤立を深め、李承晩に接近していく。
その後、アメリカ軍政の仲介によって李承晩を支える役割を担った。10月韓民党は、アメリカから帰国直後の李承晩とともに政府準備組織「独立促成中央協議会」（独促）を発足させた。李承晩・韓民党連合は臨政・建準両派に対抗し、アメリカ軍政の力も借りて彼らを排除した。ほどなくして、韓民党は李承晩とともに解放直後のソウル政界で主導権を握るにまで至った。
1948年5月の制憲議会選挙では29議席を得たが、李承晩系の大韓独立促成国民会（独促）や無所属勢力が多数派を占め、韓民党は第3党にとどまった。

### 野党への転落
しかし、韓民党と李承晩の連合は大韓民国樹立前の短い一時期にしか成立せず、後に両者は激しく対立した。最初の対立は憲法制定において大統領制か議院内閣制を採用するかを巡っておきる。韓民党の多数は議院内閣制の採用を望んでいた。両者の対立はほどなくして抜き差しならないものになった。日本統治時代に普成専門学校（現在の高麗大学校で湖南財閥の一員）教授をし、ソウル大学校教授を兼務していた兪鎮午・憲法起草委員会議長は韓民党の意向を受け大統領を形式的な元首とする、議院内閣制に近い憲法草案を起草していたが李承晩により覆され、大統領中心制へと転換される。
つづいて国務総理の人選をめぐって両者の対立が起こる。金性洙を推す韓民党に対し、当初李承晩は李允栄を国務総理に任命しようとしたが、27対120の大差で否決される。しかし李承晩は続いて李範奭を国務総理に任命し、110対84で承認を得る。さらに李承晩は初代内閣の組閣にあたり韓民党の勢力を徹底的に排除する。韓民党からは金度演のみが財務部長官に任じられた。こうして韓民党は野党となる。
韓民党は1949年1月26日に、申翼熙の大韓国民党、池青天の大同青年団と統合して民主国民党（民国党）へと再編された。翌年1950年6月に勃発した朝鮮戦争により、湖南財閥の中心企業であった京城紡績の設備が著しく破壊された上に、李承晩は京城紡績の預金引き出しを停止し、圧力をかける。こうした結果、京城紡績は与党自由党に資金供給を行うようになり、民国党は湖南財閥の支持を失い、金性洙も政治の表舞台から姿を消していく。
1955年には民主党へと再編・改称され、李承晩政権における野党勢力の中核を担い、1960年4月の四月革命で李承晩が退陣した後で成立した第二共和国の与党となった。
韓民党の流れをくむ政党は、複雑な離合集散はあったものの、第六共和国に至るまで野党勢力の中核をなして政権と対立しつづけた。そのため、李承晩と韓民党との連合は後の目から非常に奇妙なものとして映っている。

## 党勢推移
| 代   | 年月日        | 得票率 | 議席 |
| ---- | ------------- | ------ | ---- |
| 初代 | 1948年5月10日 | 14.5％ | 29   |

## 政綱・政策

### 政綱
1. 朝鮮民族の自主、独立国家完成を期する。
2. 民主主義政体樹立を期する。
3. 勤労大衆の福利増進を期する。
4. 民族文化を昂揚して世界文化に貢献する。
5. 国際憲章を遵守して世界平和の確立を期する。

### 政策
1. 国民基本生活の確保
2. 互恵平等の外交関係確立
3. 言論、出版、集会、結社、信仰の自由
4. 教育及び保険の機会均等
5. 重工業主義の経済政策樹立
6. 重要産業の国営化または管制管理
7. 土地制度の合理的編成
8. 国防軍の創設